# 路易斯峰
67°15′S 67°30′W / 67.250°S 67.500°W
路易斯峰是南極洲的山峰，位於葛拉漢地西部的阿羅史密斯半島西部，處於德島以東6公里，海拔高度1,065米，該山峰在1909年由讓-巴蒂斯特·夏古率領的法國探險隊發現。